# 札幌市生涯学習総合センター

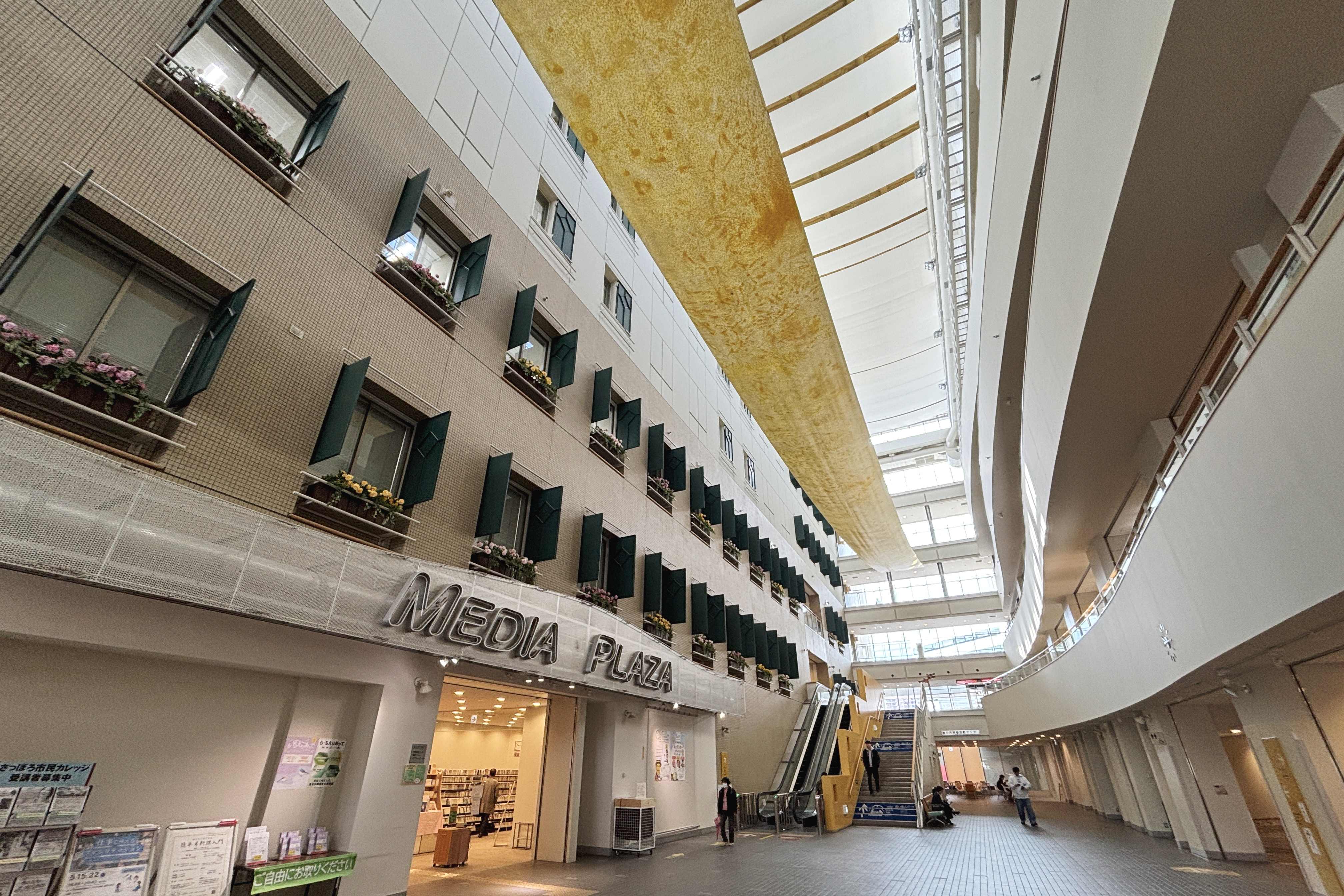
建物内部（2025年4月）

札幌市生涯学習総合センター（さっぽろししょうがいがくしゅうそうごうセンター）は、札幌市西区にある複合公共施設。愛称は「ちえりあ」。

## 概要
2000年（平成12年）8月25日にオープンし、中核施設となる市民の生涯学習を推進する「札幌市生涯学習センター」、若者が集う「札幌市宮の沢若者活動センター」（Youth+宮の沢）、教職員の研修や教育相談を行う「札幌市教育センター」、リサイクルへの理解啓発を進める「札幌市リサイクルプラザ」のがあるほか、「メディアプラザ」では、札幌市内の学習施設・講座情報・サークルに関する情報など、生涯学習に関する様々な情報を提供している。施設では継続的な学習機会を提供する「さっぽろ市民カレッジ」を中心とした各種の講座を開設するなど、年齢・目的・職業を問わずに一般市民が自由に学習を行うことができる施設づくりを目指している。また、生涯学習推進の拠点施設として全市的に生涯学習への理解を深めてもらうことを目的とした『ちえりあフェスティバル』や学習成果の発表の場として各サークル・団体によるステージ発表や作品展示を行う『サークル発表会』を開催している。

## 施設
札幌市生涯学習センター
- ちえりあホール（優良ホール100選）
  - 座席数436席
  - 舞台（間口15 m、奥行12.3 m、高さ10 m）
  - 楽屋3部屋

- 音楽スタジオ1（52.1 m²）
- 音楽スタジオ1副調整室（71.2 m²）
- 音楽スタジオ2（51.0 m²）
- 演劇スタジオ1（114.1 m²）
- 演劇スタジオ2（47.7 m²）
- サークル活動室1（42.3 m²、24席）
- サークル活動室2（42.5 m²、24席）
- サークル活動室3和室（53.9 m²、36席）
- サークル活動室4（55.4 m²、36席）
- サークル活動室5（55.4 m²、36席）
- 大研修室（197 m²、108席）
- 中研修室1（141.8 m²、72席）
- 中研修室2（138.5 m²、72席）
- 研修室1（53.8 m²、30席）
- 研修室2（55.4 m²、30席）
- 研修室3（55.4 m²、30席）
- 研修室4（55.4 m²、30席）
- 研修室5（55.4 m²、30席）
- 研修室6（58.4 m²、30席）
- コンピュータ研修室（141.5 m²、30席）
- アトリエ（98.5 m²、30席）
- 陶芸室（159.0 m²、30席）
- 映像スタジオ（176.4 m²）
- 講堂（318.3 m²、210席）
- 和室・茶室（79.8 m²）

札幌市教育センター
- 技術研修室（83.4 m²、20席）
- 情報教育研修室（160.2 m²、40席）
- 家庭科研修室（97.4 m²、20席）
- 理科研修室（88.3 m²、20席）
- 語学研修室（62.9 m²、15席）
- 音楽研修室（107.8 m²、54席）

札幌市宮の沢若者活動センター
- 活動室A（約46 m²）
- 活動室B（約52 m²）
- 表現活動室（約60 m²）
- あそびの森（約53 m²）
- 音楽スタジオA（約35 m²）
- 音楽スタジオB（約36 m²）
- 体育室（約684 m²。フットサル1面、バドミントン3面）

札幌市リサイクルプラザ
- 家具展示コーナー
- リユースコーナー
- ごみ減量・リサイクル情報コーナー

メディアプラザ
- 学習相談コーナー
- マルチメディアコーナー
- 図書コーナー
- 札幌市視聴覚センター

## アクセス・駐車場
- 札幌市営地下鉄東西線宮の沢駅から地下通路直結、徒歩約5分
- 宮の沢バスターミナル下車
- 札幌市中心部から車で約25分〜30分
- 駐車場：西友宮の沢店と共用